# Zlatohlávkovití
Zlatohlávkovití (Cetoniidae) jsou čeleď vrubounovitých brouků.
Taxonomie je v rámci skupiny listorohých brouků (Scarabaeoidea) zatím neustálená.
Zlatohlávci jsou řazeni buď do samostatné čeledi Cetoniidae, nebo na úrovni podčeledi (Cetoniinae) do čeledi vrubounovití (Scarabeidae) společně s podčeleděmi Trichiinae a Valginae.

## Rody
Čeleď zlatohlávkovití (nověji podčeleď Cetoniinae) je členěna do tribů:
1. tribus zlatohlávci (Cetoniini)
  - podtribus Cetoniina
    - rody: Aethiessa Burmeister, 1842
    - Anatona Burmeister, 1842
    - Anelaphinis Kolbe, 1912
    - Aphelinis Antoine, 1987
    - Atrichelaphinis Kraatz, 1898
    - Atrichiana Distant, 1911
    - Badizoblax Thomson, 1877
    - Callophylla Moser, 1916
    - Centrantyx Fairmaire, 1884
    - zlatohlávek (Cetonia) Fabricius, 1775
      - zlatohlávek zlatý (Cetonia aurata)
      - (Cetonia carthami)

    - Chiloloba Burmeister, 1842
    - Cosmesthes Kraatz, 1880
    - Cosmiophaena Kraatz, 1899
    - Dischista Burmeister, 1842
    - Dolichostethus Kolbe, 1912
    - Elaphinis Burmeister, 1842
    - Enoplotarsus Lucas, 1859
    - Erlangeria Preiss, 1902
    - Euglypta Mohnike, 1873
    - Gametis Burmeister, 1842
    - Gametoides Antoine, 2006
    - Glycosia Schoch, 1896
    - Glycyphana Burmeister, 1842
    - Gymnophana Arrow, 1910
    - Hemiprotaetia Mikšič, 1963
    - Heteralleucosma Antoine, 1989
    - Heterocnemis Albers, 1852
    - Heterotephraea Antoine, 2002
    - Latescutella Ruter, 1972
    - Lawangia Schenkling, 1921
    - Lorkovitschia Mikšič, 1968
    - Marmylida Thomson, 1880
    - Micrelaphinis Schoch, 1896
    - Miksicus Özdikmen & Turgat, 2009 (synonymum Urbania Mikšič, 1963)
    - Mireia Ruter, 1953
    - Niphobleta Kraatz, 1880
    - zlatohlávek (Pachnoda) Burmeister, 1842
    - zlatohlávek konžský (Pachnoda marginata)
    - Paleopragma Thomson, 1880
    - Paralleucosma Antoine, 1989
    - Paranelaphinis Antoine, 1988
    - Paraprotaetia Moser, 1907
    - Pararhabdotis Kraatz, 1899
    - Parastraella Antoine, 2006
    - Parelaphinis Holm & Marais, 1989
    - Phaneresthes Kraatz, 1894
    - Phonotaenia Kraatz, 1880
    - Phoxomeloides Schoch, 1898
    - Podopholis Moser, 1915
    - Podopogonus Moser, 1917
    - Polybaphes Kirby, 1827
    - Polystalactica Kraatz, 1882
    - Protaetia Burmeister, 1842 – zlatohlávek
      - podrody: Acanthoprotaetia Mikšič, 1987
      - Autoprotaetia Mikšič, 1965
      - Calopotosia Reitter, 1898
      - Caloprotaetia Mikšič, 1963
      - Cetonischema Reitter, 1898 – zlatohlávek
      - Chalcoprotaetia Mikšič, 1963
      - Chrysopotosia Mikšič, 1966
      - Dicranobia Mikšič, 1963
      - Eupotosia Mikšič, 1954
      - Euprotaetia Mikšič, 1963
      - Finkia Mikšič, 1965
      - Foveopotosia Mikšič, 1959
      - Goetzia Mikšič, 1963
      - Heteroprotaetia Mikšič, 1963
      - Indoprotaetia Mikšič, 1968
      - Kuytenia Mikšič, 1963
      - Liocola Thomson, 1859 – zlatohlávek
      - Netocia Costa, 1852 – zlatohlávek
      - Pachyprotaetia Mikšič, 1965
      - Poecilophana Kraatz, 1895
      - Potosia Mulsant & Rey, 1871
      - Potosiomima Mikšič, 1968
      - Progastor J. Thomson, 1880
      - Protaetia Burmeister, 1842 – zlatohlávek (například Protaetia affinis Andersch, 1797, Protaetia cuprea Fabricius, 1775, Protaetia lugubris Herbst, 1786, zlatohlávek skvostný – Protaetia speciosissima Scopoli, 1786)
      - Protaetiola Mikšič, 1963
      - Pseudanatona Kraatz, 1898
      - Pyropotosia Reitter, 1898
      - Tomentoprotaetia Mikšič, 1987

    - Protaetiomorpha Mikšič, 1968
    - Psacadoptera Kraatz, 1882
    - Pseudoprotaetia Kraatz, 1882
    - Pseudotephraea Kraatz, 1882
    - Pseudourbania Mikšič, 1965
    - Reineria Mikšič, 1968
    - Rhabdotis Burmeister, 1842
    - Rhabdotops Krikken, 1981
    - Rhyxiphloea Burmeister, 1842
    - Simorrhina Kraatz, 1886
    - Somalibia Lansberge, 1882
    - Stalagmosoma Burmeister, 1842
    - Sternoplus Wallace, 1868
    - Systellorhina Kraatz, 1895
    - Tephraea Burmeister, 1842
    - Thyreogonia Reitter, 1898
    - Trichocelis Moser, 1908
    - Trichocephala Moser, 1916
    - Trichostetha Burmeister, 1842
    - Tropinota Mulsant, 1842 – zlatohlávek (například Tropinota hirta)
    - Xeloma Kraatz, 1881
    - Xiphosceloides Holm, 1992

  - podtribus Euphoriina
    - Euphoria Burmeister, 1842
    - Chlorixanthe Bates, 1889

  - podtribus Leucocelina
    - Acrothyrea Kraatz, 1882
    - Alleucosma Schenkling, 1921
    - Analleucosma Antoine, 1989
    - Cyclophorellus Krikken, 1982
    - Cyrtothyrea Kolbe, 1895
    - Discopeltis Burmeister, 1842
    - Grammopyga Kraatz, 1895
    - Homothyrea Kolbe, 1895
    - Leucocelis Burmeister, 1842
    - Leucochilus Kraatz, 1896
    - Lonchothyrea Kolbe, 1895
    - Mausoleopsis Lansberge, 1882
    - Mecaspidiellus Antoine, 1997
    - Mecaspidius Bourgoin, 1921
    - Megalleucosma Antoine, 1989
    - Molynoptera Kraatz, 1897
    - Molynopteroides Antoine, 1989
    - Oxythyrea Mulsant, 1842 (například Oxythyrea funesta)
    - Paleira Reiche, 1871
    - Phoxomela Schaum, 1844
    - Pseudalleucosma Antoine, 1989
    - Pseudooxythyrea Baraud, 1985
    - Trichothyrea Kolbe, 1895
2. tribus Cremastocheilini
  - podtribus Aspilina
    - Aspilus Schaum, 1848
    - Protochilus Krikken, 1976

  - podtribus Coenochilina
    - Arielina Rossi, 1958
    - Astoxenus Péringuey, 1907
    - Basilewskynia Schein, 1957
    - Coenochilus Schaum, 1841
    - Ruterielina Rojkoff, 2010

  - podtribus Cremastocheilina
    - Centrochilus Krikken, 1976
    - Clinterocera Motschulsky, 1857
    - Cremastocheilus Knoch, 1801
    - Cyclidiellus Krikken, 1976
    - Cyclidinus Westwood, 1874
    - Cyclidius MacLeay, 1838
    - Genuchinus Westwood, 1874
    - Lissomelas Bates, 1889
    - Paracyclidius Howden, 1971
    - Platysodes Westwood, 1873
    - Psilocnemis Burmeister, 1842

  - podtribus Cymophorina
    - Cymophorus Kirby, 1827
    - Myrmecochilus Wasmann, 1900
    - Rhagopteryx Burmeister, 1842

  - podtribus Genuchina
    - Genuchus Kirby, 1825
    - Meurguesia Ruter, 1969
    - Problerhinus Deyrolle, 1864

  - podtribus Goliathopsidina
    - Goliathopsis Janson, 1881

  - podtribus Heterogeniina
    - Heterogenius Moser, 1911

  - podtribus Lissogeniina
    - Chtonobius Burmeister, 1847
    - Lissogenius Schaum, 1844

  - podtribus Macromina
    - Brachymacroma Kraatz, 1896
    - Campsiura Hope, 1831
    - Macromina Westwood, 1874
    - Pseudopilinurgus Moser, 1918

  - podtribus Nyassinina
    - Nyassinus Westwood, 1879

  - podtribus Oplostomatina
    - Anatonochilus Péringuey, 1907
    - Laurentiana Ruter, 1952
    - Oplostomus W.S. MacLeay, 1838
    - Placodidus Péringuey, 1900
    - Scaptobius Schaum, 1841

  - podtribus Pilinurgina
    - Callynomes Mohnike, 1873
    - Centrognathus Guérin-Méneville, 1840
    - Parapilinurgus Arrow, 1910
    - Pilinurgus Burmeister, 1842

  - podtribus Spilophorina
    - Spilophorus Schaum, 1848

  - podtribus Telochilina
    - Telochilus Krikken, 1975

  - podtribus Trichoplina
    - Lecanoderus Kolbe, 1908
    - Trichoplus Burmeister, 1842

  - podtribus Trogodina
    - Pseudoscaptobius Krikken, 1976
    - Trogodes Westwood, 1873
3. tribus Diplognathini
  - Anthracophora Burmeister, 1842
  - Anthracophorides Moser, 1918
  - Apocnosis J. Thomson, 1878
  - Apocnosoides Antoine, 2001
  - Charadronota Burmeister, 1842
  - Conradtia Kolbe, 1892
  - Diphrontis Gerstäcker, 1882
  - Diplognatha Gory & Percheron, 1833
  - Eriulis Burmeister, 1842
  - Hadrodiplognatha Kraatz, 1898
  - Heteropseudinca Valck Lucassen, 1933
  - Metallopseudinca Valck Lucassen, 1933
  - Niphetophora Kraatz, 1883
  - Parapoecilophila Hauser, 1904
  - Pilinopyga Kraatz, 1880
  - Poecilophila Kraatz, 1893
  - Poecilophilides Kraatz, 1898
  - Porphyronota Burmeister, 1842
  - Pseudinca Kraatz, 1880
  - Ruteroides Alves, 1973
  - Stethopseudinca Valck Lucassen, 1933
  - Uloptera Burmeister, 1842
4. tribus Goliathini

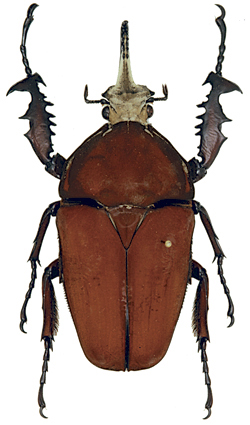
Mecynorhina ugandensis
  - podtribus Coryphocerina
    - Aphelorrhina Westwood, 1841
    - Asthenorhella Westwood, 1874 (syn. "Asthenorrhella" Bergé, syn. "Asthenorrhinella" Schoch)
    - Asthenorrhina Westwood, 1843 (syn. "Asthenorrhina" Gemminger & Harold)
    - Bothrorrhina Burmeister, 1842
    - Caelorrhina Hope, 1841 (syn. "Coelorrhina" Burmeister)
    - Cheirolasia Westwood, 1843
    - Chlorocala Kirby & Spence, 1828
    - Cyphonocephalus Westwood, 1842
    - Cyprolais Burmeister, 1842
    - Dicheros Gory & Percheron, 1833
    - Dicronorrhina Hope, 1837
    - Eudicella White, 1839
    - Genyodonta Burmeister, 1842
    - Gnathocera Kirby, 1825
    - Heterorrhina Westwood, 1842
    - Ischnoscelis Burmeister, 1842
    - Mecynorhina Hope, 1837
    - Mystroceros Burmeister, 1842
    - Plaesiorrhina Burmeister, 1842
    - Pseudotorynorrhina Mikšič, 1967
    - Rhomborhina Hope 1837 (syn. "Rhomborrhina" Burmeister)
    - Stephanorrhina Burmeister, 1842
    - Smicorhina Westwood, 1847
    - Taurhina Burmeister, 1842 (syn. "Taurrhina" Burmeister)
    - Tmesorrhina Westwood, 1842
    - Torynorrhina Arrow, 1907

  - podtribus Dicronocephalina
    - Dicronocephalus Hope, 1837
    - Platynocephalus Westwood, 1854

  - podtribus Goliathina
    - Argyrophegges Kraatz, 1895 (syn. "Argyropheges" Kraatz)
    - Fornasinius Bertoloni, 1853
    - Goliathus Lamarck, 1801
    - Hegemus J. Thomson, 1881
    - Hypselogenia Burmeister, 1840

  - podtribus Ichnestomatina
    - Ichnestoma Gory & Percheron

(nezařazené do podtribů:)
  - Anisorrhina Westwood, 1842
  - Aphanochroa Kolbe, 1893
  - Bietia Fairmaire, 1898
  - Brachymitra Kolbe, 1904
  - Ceratorrhina Westwood, 1843
  - Chondrorrhina Kraatz, 1880
  - Chordodera Burmeister, 1842
  - Compsocephalus White, 1845
  - Cosmiomorpha Saunders, 1854
  - Daedycorrhina Bates, 1888
  - Dicellachilus Waterhouse, 1905
  - Dyspilophora Kraatz, 1880
  - Eutelesmus Waterhouse, 1880
  - Gnorimimelus Kaatz, 1880
  - Herculaisia Seilliere, 1910
  - Inhambane Péringuey, 1907
  - Jumnos Saunders, 1839
  - Lophorrhina Westwood, 1842
  - Melinesthes Kraatz, 1880
  - Narycius Dupont, 1835
  - Neophaedimus Schoch, 1894
  - Neoscelis Schoch, 1897
  - Pedinorrhina Kraatz, 1880
  - Priscorrhina Krikken, 1984
  - Ptychodesthes Kraatz, 1883
  - Raceloma J. Thomson, 1877
  - Scythropesthes Kraatz, 1880
  - Smaragdesthes Kraatz, 1880
  - Spelaiorrhina Lansberge, 1886
  - Stephanocrates Kolbe, 1892
  - Taeniesthes Kraatz, 1880
  - Trigonophorus Hope, 1831
5. tribus Gymnetini
  - podtribus Blaesiina
    - Blaesia Burmeister, 1842
    - Halffterinetis Morón and Nogueira, 2007

  - podtribus Gymnetina
    - Aemilius LeMoult, 1939
    - Allorhina Burmeister, 1842
    - Amazula Kraatz, 1882
    - Amithao J. Thomson, 1878
    - Argyripa J. Thomson, 1878
    - Astrocara Schürhoff, 1937
    - Badelina J. Thomson, 1880
    - Balsameda J. Thomson, 1880
    - Chiriquiba Bates, 1889
    - Cineretis Schürhoff, 1937 (synonymum = Hologymnetis Martínez, 1949)
    - Clinteria Burmeister, 1842
    - Clinteroides Schoch, 1898
    - Cotinis Burmeister, 1842
    - Desicasta J. Thomson, 1878
    - Guatemalica Poll, 1886
    - Gymnetina Casey, 1915
    - Gymnetis MacLeay, 1819
    - Gymnetosoma Martínez, 1949
    - Hadrosticta Kraatz, 1892
    - Heterocotinis Martínez, 1949
    - Hoplopyga J. Thomson, 1880
    - Hoplopygothrix Schürhoff, 1933
    - Jansonella Blackwelder, 1944
    - Macrocranius Schürhoff, 1935
    - Marmarina Kirby, 1827
    - Neocorvicoana Ratcliffe & Micó, 2001
    - Stethodesma Bainbridge, 1840
    - Tiarocera Burmeister, 1842
6. tribus Phaedimini
  - Phaedimus Waterhouse, 1841
  - Hemiphaedimus Mikšič, 1972
  - Philistina W.S. MacLeay, 1838
  - Theodosia J. Thomson, 1880
7. tribus Schizorhinini
  - podtribus Lomapterina
    - Agestrata Eschscholtz, 1829
    - Ischiopsopha Gestro, 1874
    - Lomaptera Gory & Percheron, 1833
    - Lomapteroides Schoch, 1898
    - Megaphonia Schürhoff, 1933
    - Morokia Janson, 1905
    - Mycterophallus Van de Poll, 1886

  - podtribus Schizorhinina
    - Aphanesthes Kraatz, 1880
    - Bislardiana Antoine, 2003
    - Chalcopharis Heller, 1901
    - Chlorobapta Kraatz, 1880
    - Chondropyga Kraatz, 1880
    - Clithria Burmeister, 1842
    - Diaphonia Newman, 1840
    - Dichrosoma Kraatz, 1885
    - Dilochrosis Thomson, 1878
    - Eupoecila Burmeister, 1842
    - Grandaustralis Hutchinson & Moeseneder, 2013
    - Hemichnoodes Kraatz, 1880
    - Hemipharis Burmeister, 1842
    - Lenosoma Kraatz, 1880
    - Lyraphora Kraatz, 1880
    - Macrotina Strand, 1934
    - Metallesthes Kraatz, 1880
    - Micropoecila Kraatz, 1880
    - Neoclithria Van de Poll, 1886
    - Neorrhina J. Thomson, 1878
    - Octocollis Moeseneder & Hutchinson, 2012
    - Phyllopodium Schoch, 1895
    - Poecilopharis Kraatz, 1880
    - Pseudoclithria Van de Poll, 1886
    - Schizorhina Kirby, 1825
    - Schochidia Berg, 1898
    - Stenopisthes Moser, 1913
    - Tapinoschema Thomson, 1880
    - Trichaulax Kraatz, 1880
8. tribus Stenotarsini
  - podtribus Anochiliina
    - Anochilia Burmeister, 1842
    - Epistalagma Fairmaire, 1880

  - podtribus Chromoptiliina
    - Chromoptilia Westwood, 1842
    - Descarpentriesia Ruter, 1964

  - podtribus Coptomiina
    - Bricoptis Burmeister, 1842
    - Coptomia Burmeister, 1842
    - Coptomiopsis Pouillaude, 1919
    - Euchilia Burmeister, 1842
    - Euryomia Burmeister, 1842
    - Heterocranus Bourgoin, 1919
    - Hiberasta Fairmaire, 1901
    - Hyphelithia Kraatz, 1880
    - Liostraca Burmeister, 1842
    - Micreuchilia Pouillaude, 1917
    - Micropeltus Blanchard, 1842
    - Pareuchilia Kraatz, 1880
    - Pseudeuryomia Kraatz, 1894
    - Pygora Burmeister, 1842
    - Pyrrhopoda Kraatz, 1880
    - Vieuella Ruter, 1964

  - podtribus Doryscelina
    - Doryscelis Burmeister, 1842
    - Epixanthis Burmeister, 1842
    - Hemiaspidius Krikken, 1982
    - Parepixanthis Kraatz, 1893
    - Pseudepixanthis Kraatz, 1880
    - Rhynchocephala Fairmaire, 1883

  - podtribus Euchroeina
    - Euchroea Burmeister, 1842

  - podtribus Heterophanina
    - Heterophana Burmeister, 1842
    - Oxypelta Pouillaude, 1920
    - Pogonotarsus Burmeister, 1842
    - Zebinus Fairmaire, 1894

  - podtribus Heterosomatina
    - Heterosoma Schaum, 1845
    - Plochilia Fairmaire, 1896

  - podtribus Pantoliina
    - Bonoraella Ruter, 1978
    - Celidota Burmeister, 1842
    - Cyriodera Burmeister, 1842
    - Dirrhina Burmeister, 1842
    - Hemilia Kraatz, 1880
    - Lucassenia Olsoufieff, 1940
    - Moriaphila Kraatz, 1880
    - Pantolia Burmeister, 1842
    - Tetraodorhina Blanchard, 1842

  - podtribus Parachilina
    - Parachilia Burmeister, 1842

  - podtribus Stenotarsiina
    - Callipechis Burmeister, 1842
    - Ischnotarsia Kraatz, 1880
    - Rhadinotaenia Kraatz, 1900
    - Stenotarsia Burmeister, 1842
    - Vadonidella Ruter, 1973
9. tribus Taenioderini
  - Anocoela Moser, 1914
  - Bacchusia Mikšic, 1976
  - Bombodes Westwood, 1848
  - Carneluttia Mikšic, 1976
  - Chalcothea Burmeister, 1842
  - Chalcotheomima Mikšic, 1970
  - Clerota Burmeister, 1842
  - Coilodera Hope, 1831
  - Costinota Schürhoff, 1933
  - Eumacronota Mikšic, 1976
  - Euremina Wallace, 1867
  - Euselates Thomson, 1880
  - Glyptothea Bates, 1889
  - Glyptotheomima Mikšic, 1976
  - Gnorimidia van Lansberge, 1887
  - Hemichalcothea Mikšic, 1970
  - Ixorida Thomson, 1880 
  - Macronotops Krikken, 1977
  - Meroloba Thomson, 1880
  - Microchalcothea Moser, 1910
  - Penthima Kraatz, 1892
  - Plectrone Wallace, 1867
  - Pleuronota Kraatz, 1892
  - Pseudochalcothea Ritsema, 1882
  - Taeniodera Burmeister, 1842
  - Xenoloba Bates, 1889
10. tribus Trichiini
  - podtribus Cryptodontina
    - Coelocorynus Kolbe, 1895
    - Cryptodontes Burmeister, 1847

  - podtribus Incaina
    - Golinca Thomson, 1878
    - Inca Lepeletier & Serville, 1828
    - Pantodinus Burmeister, 1847

  - podtribus Osmodermatina
    - Osmoderma Lepeletier & Serville, 1825 (například Osmoderma barnabita, páchník hnědý - Osmoderma eremita)
    - Platygeniops Krikken, 1978

  - podtribus Platygeniina
    - Platygenia MacLeay, 1819

  - podtribus Trichiina
    - Agnorimus Miyake et al., 1991
    - Apeltastes Howden, 1968
    - Brachagenius Kraatz, 1890
    - Calometopidius Bourgoin, 1917
    - Calometopus Blanchard, 1850
    - Campulipus Kirby, 1827
    - Chaetodermina Heller, 1921
    - Clastocnemis Burmeister, 1840
    - Coelocratus Burmeister, 1841
    - Corynotrichius Kolbe, 1891
    - Dialithus Parry, 1849
    - Diploa Kolbe, 1892
    - Diploeida Péringuey, 1907
    - Elpidus Péringuey, 1907
    - Endoxazus Kolbe, 1892
    - Epitrichius Tagawa, 1941
    - Eriopeltastes Burmeister, 1840
    - Giesbertiolus Howden, 1988
    - Glaphyronyx Moser, 1924
    - Gnorimella Casey, 1915
    - Gnorimus Lepeletier & Serville, 1825 (například Gnorimus nobilis, Gnorimus variabilis)
    - Incala J. Thomson, 1858
    - Incalidia Janson, 1907
    - Liotrichius Kolbe, 1892
    - Myodermides Ruter, 1964
    - Myodermum Burmeister, 1840
    - Paragnorimus Becker, 1910
    - Paratrichius Janson, 1881
    - Peltotrichius Howden, 1968
    - Pileotrichius Bourgoin, 1921
    - Polyplastus Janson, 1880
    - Stegopterus Burmeister, 1840
    - Stripsipher Gory & Percheron, 1833
    - Trichiomorphus Bourgoin, 1919
    - Trichiotinus Casey, 1915
    - Trichius Fabricius, 1787 (například zdobenec skvrnitý (Trichius fasciatus))
    - Trigonopeltastes Burmeister, 1840
    - Xiphoscelidus Péringuey, 1907
11. tribus Valgini
  - podtribus Microvalgina
    - Ischnovalgus Kolbe, 1897
    - Microvalgus Kraatz, 1883
    - Stenovalgus Kolbe, 1892

  - podtribus Valgina
    - Acanthovalgus Kraatz, 1895
    - Bivalgus Paulian, 1961
    - Chaetovalgus Moser, 1914
    - Charitovalgus Kolbe, 1904
    - Chromovalgus Kolbe, 1897
    - Comythovalgus Kolbe, 1897
    - Cosmovalgus Kolbe, 1897
    - Dasyvalgoides Endrödi, 1952
    - Dasyvalgus Kolbe, 1904
    - Euryvalgus Moser, 1908
    - Excisivalgus Endrödi, 1952
    - Heterovalgus Krikken, 1978
    - Homovalgus Kolbe, 1897
    - Hoplitovalgus Kolbe, 1904
    - Hybovalgus Kolbe, 1904 
    - Idiovalgus Arrow, 1910
    - Lepivalgus Moser, 1914
    - Lobovalgus Kolbe, 1897
    - Mimovalgus Arrow, 1944
    - Oedipovalgus Kolbe, 1897
    - Oreoderus Burmeister, 1842
    - Oreovalgus Kolbe, 1904
    - Podovalgus Arrow, 1910
    - Pygovalgus Kolbe, 1884
    - Sphinctovalgus Kolbe, 1904
    - Tibiovalgus Kolbe, 1904
    - Valgoides Fairmaire, 1899
    - Valgus Scriba, 1790 (například Valgus hemipterus)
    - Xenoreoderus Arrow, 1910
    - Yanovalgus Nomura, 1952
12. tribus Xiphoscelidini
  - Aporecolpa van Lansberge, 1886
  - Callophylla Moser, 1916
  - Heteroclita Burmeister, 1842
  - Ischnostomiella Krikken, 1978
  - Lansbergia Ritsema, 1888
  - Meridioclita Krikken, 1982
  - Myodermidius Bourgoin, 1920
  - Oroclita Krikken, 1982
  - Phonopleurus Moser, 1919
  - Plochiliana Ruter, 1978
  - Protoclita Krikken, 1978
  - Rhinocoeta Burmeister, 1842
  - Scheinia Ruter, 1958
  - Xiphoscelis Burmeister, 1842

## Charakteristika
Jedná se povětšině o středně až velmi velké brouky. Horní pysk a kusadla jsou překryty čelním štítkem (clypeus) a nejsou proto shora viditelné. Horní čelisti (mandibuly) jsou většinou měkké, blanité. Tykadla jsou desetičlánková, zakončená vějířkem ze třech pohyblivých listů.
Štítek je velký, trojúhelníkovitý, u některých tribů je však překryt výběžkem štítu.
Zlatohlávci létají tak, že prostrčí křídla podramenním výkrojkem na okraji pootevřených krovek. Tím se liší od ostatních brouků i od ostatních podčeledí vrubounovitých včetně blízko stojících Trichiinae a Valginae.
Krovky nezakrývají celý zadeček, poslední článek (pygidium) je velký a shora viditelný. Mezi středním párem stehen je téměř vždy vyvinut výběžek středohrudí.
Na všech nohách mají zlatohlávci dva stejné pohyblivé drápky.

## Životní cyklus
Samice zlatohlávků kladou vajíčka do substrátu, jímž je ve většině případů rozkládající se rostlinná hmota. Čerstvá vajíčka jsou bílá, lehce šišatá, vývojem se postupně zvětšují, zakulacují a poněkud žloutnou. Po několika dnech až týdnech se z vajíčka líhne larva.
Larvy mají u všech vrubounovitých brouků podobný vzhled, jsou tlusté, žlutobílé, s řadou tmavých průduchů na bocích a rohovitou hlavou. Takový typ larvy se nazývá ponrava.
V průběhu vývoje larva prochází třemi stadii (instary). Při přechodu z jednoho instaru do druhého se larva svléká a rohovité části se ještě před vytvrdnutím chitinu skokem zvětšují. Během třetího instaru larva hromadí tuk a připravuje se na zakuklení. Larvy zlatohlávků si před zakuklením vytvářejí kokon, ve většině případů z okolního materiálu. V tomto ochranném obalu se posléze larva znovu svléká a přeměňuje ve světle žlutohnědou kuklu. Na kukle jsou již zřetelné všechny tvary budoucího brouka, krovky jsou však stočeny pod břicho a případný roh samců přitisklý ke štítu. Po posledním svleku se objevuje ještě měkké a nevybarvené imago, které rychle tvrdne a nabývá konečného zbarvení. Brouk ještě po nějakou dobu setrvává v nehybnosti a nakonec proráží stěnu kokonu a opouští jej.